# Соціалістічеський (Іглінський район)
Соціалісті́чеський (рос. Социалистический, башк. Социалистический) — присілок у складі Іглінського району Башкортостану, Росія. Входить до складу Надеждинської сільської ради.
Населення — 46 осіб (2010; 38 в 2002).
Національний склад:
- білоруси — 55 %